# ロアノーク島の戦い
ロアノーク島の戦い（ロアノークとうのたたかい、英:Battle of Roanoke Island）は、南北戦争の初期、1862年2月7日から2月8日に、ノースカロライナ州とバージニア州の州境からわずか南、ノースカロライナの入り江で行われた水陸協働戦闘である。北軍アンブローズ・バーンサイド准将のノースカロライナ遠征の緒戦として行われた。攻撃部隊は海軍将官ルイス・M・ゴールズボロの指揮する北大西洋封鎖戦隊から引き抜かれたアメリカ合衆国海軍の砲艦戦隊、アメリカ合衆国陸軍が統御する別の砲艦戦隊およびバーンサイドが指揮する陸軍1個師団で構成された。守備側はウィリアム・F・リンチ艦長が指揮するモスキート戦隊と呼ばれるアメリカ連合国海軍の1群の砲艦とヘンリー・アレクサンダー・ワイズ准将が指揮する約2,000名の地元部隊だった。その防御はロアノーク島に接する海に面した4つの砦とその外郭の2つの砲台で補強されていた。戦闘が行われたときワイズは入院していたので、指揮権は副指揮官のH・M・ショー大佐に渡されていた。
戦闘の初日は北軍砲艦と岸の砦の間の砲撃戦で大半が過ごされ、時にはモスキート戦隊が加わった。その日かなり遅くなってバーンサイドの部隊は抵抗無しに上陸した。これには水兵達が操作する6門の榴弾砲が付いていた。そのときは戦うには遅過ぎたので、侵入部隊は夜の間の露営に入った。
2日目の2月8日、北軍兵が前進したが砲台の大砲と島の中央にいる歩兵によって止められた。南軍はその前線が通過不可能な湿地によって安全を守られていると考えていたが、両側面を衝かれて砦の中に逃亡させられた。しかし、これらの砦は占領された。ショー大佐は逃げる道は無いと認識し、意味のない流血を避けるために降伏した。

## 戦略的意義

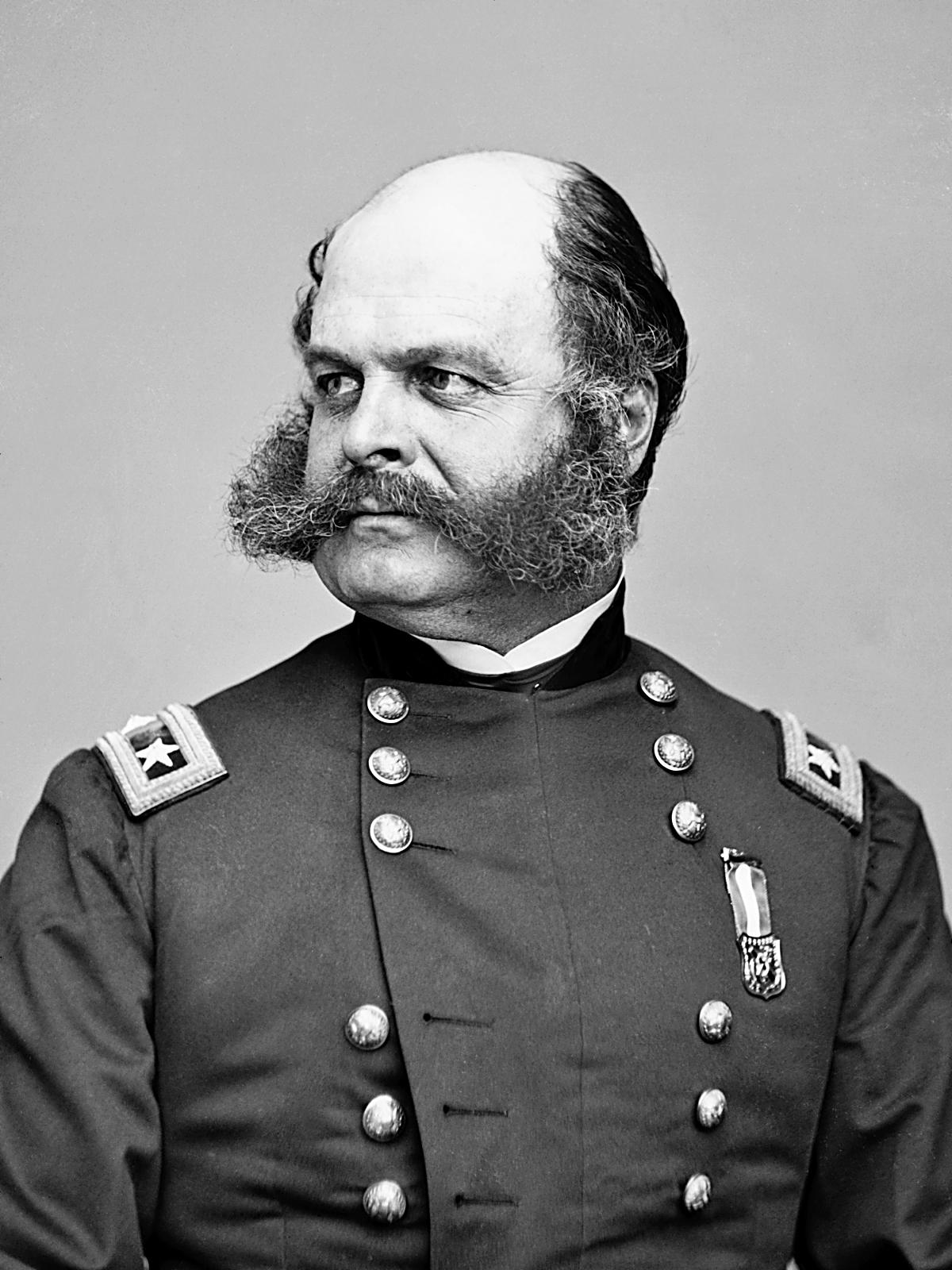
北軍の指揮官アンブローズ・バーンサイド将軍

ノースカロライナ州北東部は本土とアウターバンクスの間にある大きくて浅い半塩水の海面である幾つかの入り江（sound）が支配している。全体では1つになっていて密に接続され同じ水面となっているが、概念上は幾つかの水域に分けられている。その中で最大のものはパムリコ・サウンドでありハッテラス島の直ぐ背後にある。その北に2番目に大きいアルベマール・サウンドがありほとんどバージニア州との州境近くまで伸びている。これら2つのサウンドを繋ぐやや狭いところがさらにロアノーク島によって狭窄されている。ロアノーク島と本土の間の水域はクロータン・サウンドと呼ばれている。島もサウンドも10マイル (16 km) ほどの長さがある。サウンドの一番広いところでは4マイル (6.4 km) 以上あり、島はそのほぼ半分である。島の東側はロアノーク・サウンドであり、もっと狭くて浅く、重要性も無い。
ノースカロライナ州の幾つかの都市がサウンドの岸にあり、その中でもニューバーン（New Bern、19世紀半ばでは通常 New Berne と綴られた）、ボーフォート、イーデントンおよびエリザベスシティがあった。その他にサウンドの岸に直接接していない都市はサウンドに流れ込む川から接近できた。州の3分の1ほどは水域にある。南北戦争の初年大半を通じて、これらサウンドは南軍が支配しており、州東部の海岸沿い水路による交易は妨げられていなかった。さらにこれらサウンドはアルベマール・アンド・チェサピーク運河とディズマル・スワンプ運河によってバージニア州ノーフォークと結ばれていた。これは特に重要なことであり、ノーフォークを封鎖したとしても、その裏口を抜けてノーフォークに貨物が届く限り、封鎖は完全ではなかった。1861年8月にハッテラス入り江砲台の戦いで北軍がアウターバンクスの砦を占領したとき、アメリカ海軍はその浅い海峡を抜けて喫水の深い艦船をサウンドの中に入れられなかったので、通信はそれほど影響を受けなかった。
ロアノーク島は明らかにこれらサウンドを支配する鍵だった。そこが北軍に支配されると、南軍には不可能な水陸協働作戦によってのみ攻撃できる基地を持つことになった。そこで北軍海軍の優位が確立されれば、本土海岸の全ての拠点は攻撃に対して等しく脆弱になると見なされた。南軍守備隊は不可能な状況に落とされ、戦わずして幾つかの拠点は諦めざるを得ないか、如何様にも仕えるようにその兵力を薄くばら撒くかの何れかだった。

## 戦闘準備

### 南軍の防御
ロアノーク島の防御は偶然な形で始まった。北軍の艦隊が1861年8月27日にハッテラス入り江沖に現れた時、第3ジョージア歩兵連隊が急ぎノーフォークから派遣されてそこの砦を守ることになったが、砦はこの部隊が到着する前に落ちたので連隊はロアノーク島に向かった。この部隊はその後3ヶ月間島に留まり、ハッテラス島から北軍を追い出すための幾分支離滅裂な努力を続けた。
10月初めまでこの陣地を守るためにほとんど何もできなかった後で、D・H・ヒル准将がこれらサウンドに近いノースカロライナ海岸の指揮を任された。ヒルは島の中央を横切る土盛りを兵士達に作らせたが、それが完成する前にバージニアに呼び戻された。ヒルが去ると直ぐにそこの地区軍は2つに分けられた。南側の部隊はローレンス・オブライアン・ブランチ准将に任され、北側の部隊はヘンリー・アレクサンダー・ワイズ准将の指揮下に入った。ワイズの守備範囲はアルベマール・サウンドとロアノーク島であり、パムリコ・サウンドと沿岸の都市は入っていなかった。ブランチはノースカロライナ方面軍指揮官のリチャード・C・ガットリン准将の部下である一方でワイズはノーフォークの防衛にあたるベンジャミン・フーガー少将の下に付いたことも重要だった。
ワイズはいわゆるワイズ・リージョンの指揮官だったがその部隊は連れてこなかった。そのリージョンは解体されたがその古い2個連隊、第46および第59バージニア連隊は保持することができていた。ワイズはまたノースカロライナ部隊、第2、第8および第17ノースカロライナ連隊と第17ノースカロライナ連隊の3個中隊も持っていた。ノースカロライナの兵士達は装備が不十分で防備もお粗末であり、その散弾銃以外の武器は何もない状態だった。全体で約1,400名の歩兵になったが、任務をまっとうできる勢力といえば、生活条件のために部隊の4分の1は病人リストに載るほどだったので、もっと少なかった。
ワイズはかってヒルがそうしたように、首都リッチモンドに大砲を幾らか送ってくれるよう頼んだが、実際に送られてきた数は不適切だった。それらの大砲は幾つかある名目上の砦に分散された。クロータン・サウンドに面しては島の北西隅にあたるウェアーズポイントのフーガー砦に12門が置かれ、約1マイル (1.6 km) 南西のブランチャード砦には4門、島を4分の1ほど降ったロマンチックな名前のポークポイントのバートー砦に9門が置かれた。サウンドの向こう、フーガー砦の対岸のレッドストーンポイントには、2隻の古い運河バージを泥地に乗り上げさせ、砂袋と綿花樽で防御を施し、7門の大砲で武装して、フォレスト砦と名付けられた。これらは全てサウンドを守ることを意図した大砲だった。島の南半分、パムリコ・サウンドに近いほうは攻撃部隊が来る方向と考えられたが防御は無かった。他の5門の大砲はクロータン・サウンドには向いていなかった。島の東側にある砲台の2門はロアノーク・サウンドを渡ってくる攻撃に備え、他の3門は島の地形的中心近くの土盛りに据えられていた。
ワイズは防御のために他にも工夫した。ワイズは幾つかの杭打ち機を見つけ、フーガー砦とフォレスト砦の間のサウンドに2列の杭を打ち込み、廃船を沈めて補強して航行を妨害できるようにした。この障害物は攻撃が来た時に働けるようにした。
南軍の海軍も防御に一役買った。7隻の砲艦が合計でわずか8門の大砲を搭載し、ウィリアム・F・リンチ海軍将官が指揮するモスキート戦隊を形成した。ワイズ自身はその戦隊の役割は否定的だと見ていた。島の砦から持っていった大砲だけでなく、その乗組員も連れて行った。ワイズは戦闘後にそのときの感情を次のように愚痴った。
ワイズが承認しなかったにも拘らず、モスキート戦隊は防御の一部となり、北軍は容易にそれに対処できるはずだった。

### 北軍の攻勢
ハッテラス入り江の戦いで北軍がハッテラス島を占領した直ぐ後で、アンブローズ・バーンサイド准将は、漁師や造船工など北部州の海に関係ある人々からなる海岸師団を編成し海岸地域の攻撃に用いる考えを推進し始めた。そのような者達は既に船に慣れておりそれ故に水陸協働作戦に向けて訓練が容易になると理由付けた。バーンサイドは総司令官のジョージ・マクレランと親密な仲であったので、その考えを傾聴してもらえた。当初バーンサイドはマクレランや陸軍省の手近にあるチェサピーク湾で展開する考えだったが、間もなくロアノーク島を手始めとするノースカロライナ州内海への攻撃計画に変わった。この目標変更の語られない理由は北軍寄りの感情がノースカロライナ州では抑圧されており、ここに侵攻すればノースカロライナ人がアメリカ合衆国への忠誠を表明させることができるという誤解に基づいていた。計画が具体化されたとき、ノースカロライナ州侵攻はバーンサイド遠征と呼ばれることになった。
徴兵が進み、バーンサイドは海岸師団を3個旅団に編成し、陸軍士官学校時代からの僚友3人に率いさせた。ジョン・G・フォスター准将が第1旅団、ジェシー・リー・リノ准将が第2旅団、ジョン・G・パーク准将が第3旅団長となった。1862年1月初め、13,000名近い兵士が任務の準備を終えた。
海軍が南軍の砲台を抑えるために必要とされる大砲の大半を供給することになったが、バーンサイドは陸軍の統御する砲艦を数隻持つことに決めた。これは直ぐに両軍の間で幾らかの摩擦を呼んだ。海軍は海洋を航行できる堅牢さがあり、同時に水深約8フィート (2.4 m) と考えられる浅い入江を通過できる喫水の浅い艦船を持っていなかった。それ故に転換に適した商船を買う必要があり、まさに同じ時にバーンサイドとその代理人もその船舶を求めて交渉していた。海軍の水兵はより経験を積んでいたので、より適した船舶の大半を手に入れることができた。陸軍の方にはほとんど外洋を航行できないようなオンボロの船舶の寄せ集めしか残っていなかった。遠征隊が緒に就く時までに、海軍は20隻の砲艦を、陸軍は9隻の砲艦を準備した。この艦隊に、船舶用榴弾砲を載せ、砂袋や秣桶で防御を施して浮き砲台に転換した数隻の運河用ボートが付けられた。遠征艦隊全体では108門の大砲が備えられた。
バーンサイドの代理人たちは砲艦を購入する一方で、輸送用に使う他の艦船も購入または賃貸した。兵士達と遠征用輸送船はアナポリスに集合した。1月5日に乗船を始め、9日には出港し、チェサピーク湾口近くのモンロー砦で落ち合うという命令を受けていた。そこで海軍の派遣部隊と合流し、1月11日には出帆した。このときまでバーンサイドとその直属の参謀のみが最終的目的地を知っていた。海上に出て各艦船の艦長が封印された命令書を開封し、その船がハッテラス岬近くに進むことを知った。

## 戦闘

### チェサピーク湾からパムリコ・サウンドまで
北軍兵の多くにとってハッテラス入江までの船旅はこの戦闘の中でも最悪の時だった。ハッテラス岬付近での気象はその評判に違わず荒れており、兵士の多くが船酔いになった。バーンサイドは虚勢を張って、輸送船ジョージ・ピーボディの快適な船室を離れ、その参謀達と共に陸軍の砲艦ピケットの上に移った。バーンサイドはこの船が戦隊の中で最も海洋航行性が無いと見ていたのでこの艦船を選び、部隊兵に彼が進んでその惨めさを分け合うところを見せて、その忠誠を買った。嵐が襲ったときにバーンサイドは移動したその浅知恵を疑い始めたがピケットは生き残り、目的地まで無事に運んだ。艦隊の中で3隻、大砲や物資を積んだシティ・オブ・ニューヨーク、馬を運んだポカホンタスおよび陸軍の砲艦ズアーブは不運にも遭難したが、乗っていた人員は救助された。第9ニュージャージー連隊の2人の士官が旗艦を訪れた後で乗っていたサーフボートが転覆し溺れたのが唯一の人的損失だった。
ハッテラス入江を抜けてパムリコ・サウンドに入る時に時間を浪費した。水深は8フィート (2.4 m) と考えられていたが、実際には6フィート (1.8 m) しか無い難しい水路だと分かった。陸軍の艦船の幾つかはすれすれになったために通れず、軽くした後で小錨の索を引っ張って移動させねばならなかった。その他の艦船は喫水が深く小錨の索を引っ張っても無理だった。艦船に載せた人や物資はハッテラス島に運んでから艦船は戻った。バークのジョン・トラックスは全く何もできなかった。乗っていた人員を降ろすためにハッテラス島に近付くことすらできなかった。ジョン・トラックスは第53ニューヨーク連隊全員を乗せたままアナポリスに引き返し、その部隊は戦闘に参加できなかった。2月4日まで掛かって艦隊は通り抜けパムリコ・サウンドに集結した。
北部の戦隊が艱難辛苦しているあいだ、南軍は奇妙にも活動していなかった。島には援軍が送られず、ついでに言えばその地域の他の目標となりそうな所も同じだった。島の歩兵の数は約1,400名のままでありナグズヘッドに予備隊800名が居た。大きな変化といえば否定的なものだった。2月1日、ワイズ将軍が「胸膜炎、高熱と吐血、肺炎の怖れ」というもので倒れた。ナグズヘッドの病床に拘束され、戦いの終わった2月8日まで入院したままだった。命令は発し続けていたが、ロアノーク島の実質的指揮権は第8ノースカロライナ歩兵連隊のH・M・ショー大佐に渡されていた。

### 1日目: 砲撃
艦隊はサウンド内で結集した後の2月5日の朝早くに動き始め、日暮れまでにロアノーク島南端近くまで来て投錨した。翌日は雨と強風で動けなかった。大きな動きと言えばゴールズボロが旗艦をUSSフィラデルフィアからUSSサウスフィールドに変えたことだった。2月7日、天候が穏やかになり、海軍の砲艦が配置に就いた。先ずは上陸点に目されていた内陸のアッシュビーハーバーに数発発砲し、そこには守備隊の砲台が無いことを突き止めた。続いてクロータン・サウンドを北上しそこで分かれた。何隻かはポークポイント（バートー砦）に砲撃し、他の艦船はモスキート戦隊の7隻に集中砲火を浴びせるよう命令が出された。正午頃に砲撃が始まった。
この時南軍陣地の弱さが明らかになった。バートー砦のわずか4門の大砲が北軍の砲艦に対抗した。フーガー砦とブランチャード砦の大砲は全く用を足さなかった。サウンドの対岸フォレスト砦は、南軍の砲艦CSSカールーが喫水線に穴が開き、沈没を避けるために眼前の岸に走り、砦の大砲を塞いだ時に全く使えなくなった。
戦闘の激しさの割には両軍とも損失は軽微だった。北軍艦船の数隻が砲弾を受けたが厳しい損傷にはならなかった。これは南軍も同様でありカールーは別として、他のモスキート戦隊の艦船は単に弾薬が尽きたために撤退した。

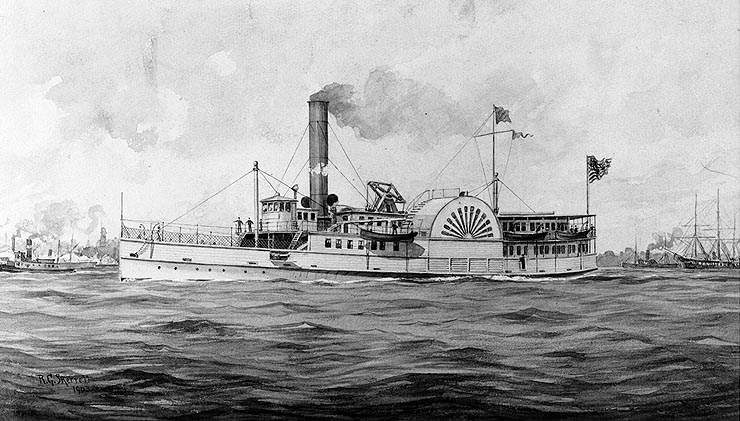
アメリカ海軍のUSSフィラデルフィア

陸軍の砲艦に同行していた輸送艦はその間に島の中心近いアッシュビーハーバー到着した。15時、バーンサイドは上陸開始を命令し、16時に部隊は岸に降り立った。ジョン・V・ジョーダン大佐が指揮する200名の南軍部隊（第31ノースカロライナ連隊）が上陸地点に対抗する陣地におり、砲艦に発見されて砲撃された。守備隊は反撃することもせずに逃げ出した。他には抵抗も無かった。深夜までに10,000名の兵士のほとんど全てが上陸した。歩兵隊は若い海軍士官候補生ベンジャミン・H・ポーターが指揮する艦船用榴弾砲6門を揚陸した。北軍は少し内陸に入り、夜の露営に入った。

### 2日目: 北軍の進行と南軍の降伏
2月8日の朝、北軍は素早く行動し、島で唯一の道路を北上した。先導隊は第1旅団の第25マサチューセッツ連隊であり士官候補生ポーターの榴弾砲が直ぐ後に続いた。この部隊は間もなく、南軍の方形堡と約400名の歩兵がその道筋を塞いでいるところに来て止まった、ほかに約250ヤード (230 m) 後方に1,000名の予備隊が居た。前線は大変狭くなっていたので、ショー大佐は部隊の4分の1しか配置できなかった。防衛線は両側面を通過不能と考えられる湿地で終わっていたので、ショーは側面を守らなかった。
第1旅団の先導隊は敵の隊形に合わせて横に広がった。硝煙の雲が視界を悪くする中、両軍は2時間銃火を交えた。第10コネチカット連隊が、疲れてきてはいたがひどく損失も無かった第25マサチューセッツ連隊と交代したが、この部隊も前進できなかった。第2旅団が到着するまで進展は無く、第2旅団長のリノ准将が北軍右翼にある「通過不可能」な湿地を通過してみるよう命令した。フォスター准将が続いて予備の2個連隊に右翼で同じことをするよう命令した。この頃、パーク准将が第3旅団を率いて到着し即座に支援部隊を送った。それらの部隊の協調は取れていなかったが、2つの側面移動部隊がほぼ同時に湿地から出現した。リノは第21マサチューセッツ連隊、第51ニューヨーク連隊および第9ニュージャージー連隊に攻撃を命令した。これらの部隊が南軍に発砲している時に第1旅団の第23マサチューセッツ連隊が前線の他の端から現れた。防御線は崩壊し始めた。これに気付いたフォスターが残っている部隊に攻撃を命じた。3方からの猛襲に合って南軍は崩壊し逃亡した。
ショー大佐は後詰を用意しておらず、大砲も奪われていたのでフォスターに降伏した。降伏した中には直接指揮していた1,400名だけでなく、砦の大砲も含まれた。他に2個大隊（第2ノースカロライナ連隊と第46バージニア連隊）が援軍として送られてきていた。これらの部隊は戦闘に参加するには遅すぎたが、降伏に加わるのに遅すぎることはなかった。全体で2,500名が戦争捕虜になった。
捕虜になった兵士を除けば、南北戦争の標準と比べて損失はかなり軽かった。北軍は戦死37名、負傷214名、不明13名となった。南軍は戦死23名、負傷58名、不明62名だった。

## 戦闘の後
ロアノーク島は南北戦争の残り期間、北軍の支配が続いた。戦闘の直後に北軍の砲艦がこの時は静かになっていたアルベマール・サウンドの南軍砦横を通り過ぎ、エリザベスシティの水上戦でモスキート戦隊の残りを破壊した。バーンサイドはこの島を基地にして後にニューバーンやメイコン砦を襲撃し、その占領に繋げた。サウンド沿岸の他の町に対しても幾つかの小さな遠征が行われた。バーンサイド遠征は7月だけで終わり、北バージニア方面作戦に加わるためにバージニア州に呼び戻された。
バーンサイドが引き上げた後は、ノースカロライナ州は戦争の活動的中心であることがなくなった。1,2の例外を除いて戦争の終盤まで特に注目すべき出来事は起こらず、1864年12月以降の2回にわたるフィッシャー砦の戦いで南軍最後の港であるウィルミントンが封鎖された。